# Desde el infierno (película)
Desde el infierno es una película estadounidense basada en el cómic "From Hell" (nombre que lleva la película en su título original), escrito por Alan Moore e ilustrado por Eddie Campbell, y que estuvo protagonizada por Johnny Depp y Heather Graham. La película está basada en la vida de Jack el destripador.

## Argumento
El inspector Frederick G. Abberline (Johnny Depp) es el encargado de investigar los misteriosos y horrendos asesinatos de prostitutas en el distrito de Whitechapel en Londres.
Los cuerpos de las víctimas aparecen descuartizados y la mayoría de ellos con un misterioso racimo de uvas.
Mary J. Kelly (Heather Graham) es la más joven del grupo de prostitutas que están amenazadas de muerte, esto hace que mantenga una gran relación con el inspector Frederick del que acabará enamorándose.
Así, se suceden los asesinatos sin que el inspector pueda hacer nada, en un asunto en el que las más altas esferas de Londres están involucradas.
La obra también trata el tema de la masonería.

## Ficha artística
- Johnny Depp - Inspector Frederick George Abberline
- Heather Graham - Mary Kelly
- Ian Holm - Sir William Withey Gull
- Robbie Coltrane - Sargento Peter Godley
- Jason Flemyng - John Netley
- Susan Lynch - Elizabeth Stride
- Sophia Myles - Victoria Abberline